# Luís Horta e Costa
Luís Miguel Oliveira Horta e Costa (Porto, Foz do Douro, 26 de novembro de 1954), é um gestor português. 

## Biografia
É filho segundo do 5.° Barão de Santa Comba Dão. Ex-administrador do Grupo Escom. Em janeiro de 2015 foi ouvido na comissão parlamentar de inquérito à gestão do Banco Espírito Santo e do Grupo Espírito Santo, esclarecendo os deputados sobre a forma como ajudou a empresa que administrava, a Escom, a fugir ao fisco. Horta e Costa negou, no entanto, que houvesse algum caso de corrupção envolvendo a empresa.